# Emmanuel Koné
Emmanuel Koné es un jugador nacido el 31 de diciembre de 1986, en Abongoua (Costa de Marfil). Actualmente juega en el Levadiakos F. C., equipo de la Superliga de Grecia.

## Selección nacional
Ha sido internacional con la Selección de fútbol de Costa de Marfil, ha jugado 13 partidos internacionales.

### Participaciones en Copas del Mundo
| Mundial                        | Sede      | Resultado    |
| ------------------------------ | --------- | ------------ |
| Copa Mundial de Fútbol de 2010 | Sudáfrica | Primera fase |

### Participaciones Internacionales
| Torneo                         | Sede   | Resultado   |
| ------------------------------ | ------ | ----------- |
| Copa Africana de Naciones 2010 | Angola | 4° de final |

## Clubes
| ASEC Mimosas           | Costa de Marfil | 2003-2007 |
| CFR Cluj               | Rumania         | 2007-2009 |
| Internaţional de Argeş | Rumania         | 2009-2010 |
| CFR Cluj               | Rumania         | 2010-2011 |
| Sedan                  | Francia         | 2012-2013 |
| Levadiakos             | Grecia          | 2013-2015 |
| Apollon Smyrnis        | Grecia          | 2015-2019 |
| Levadiakos             | Grecia          | 2019-     |

## Palmarés

### Campeonatos nacionales
| Título                      | Club       | País    | Año     |
| --------------------------- | ---------- | ------- | ------- |
| Liga I                      | CFR Cluj   | Rumania | 2007/08 |
| Copa de Rumania             | CFR Cluj   | Rumania | 2007/08 |
| Copa de Rumania             | CFR Cluj   | Rumania | 2008/09 |
| Segunda Superliga de Grecia | Levadiakos | Grecia  | 2021/22 |